# آدم كون
آدم كون (بالإنجليزية: Adam Kuhn)‏ هو طبيب أمريكي، ولد في 28 نوفمبر 1741 في Germantown, Philadelphia ‏ في الولايات المتحدة، وتوفي في 5 يوليو 1817.